# Xaveta

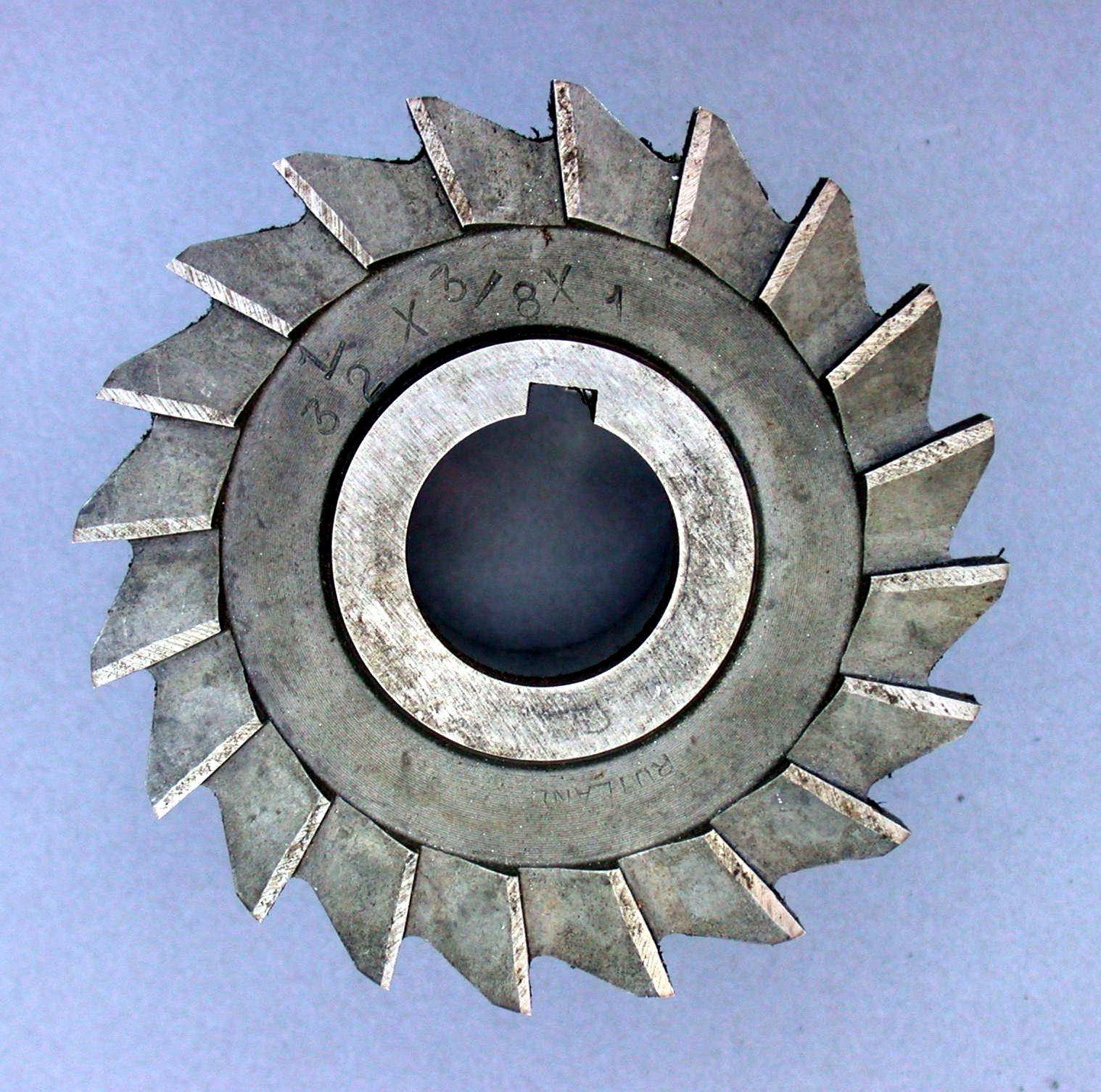
Fresa amb xaveter per a mecanitzar xaveters a eixos

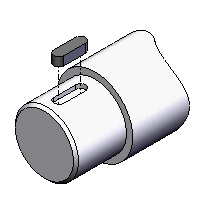
Eix amb xaveta

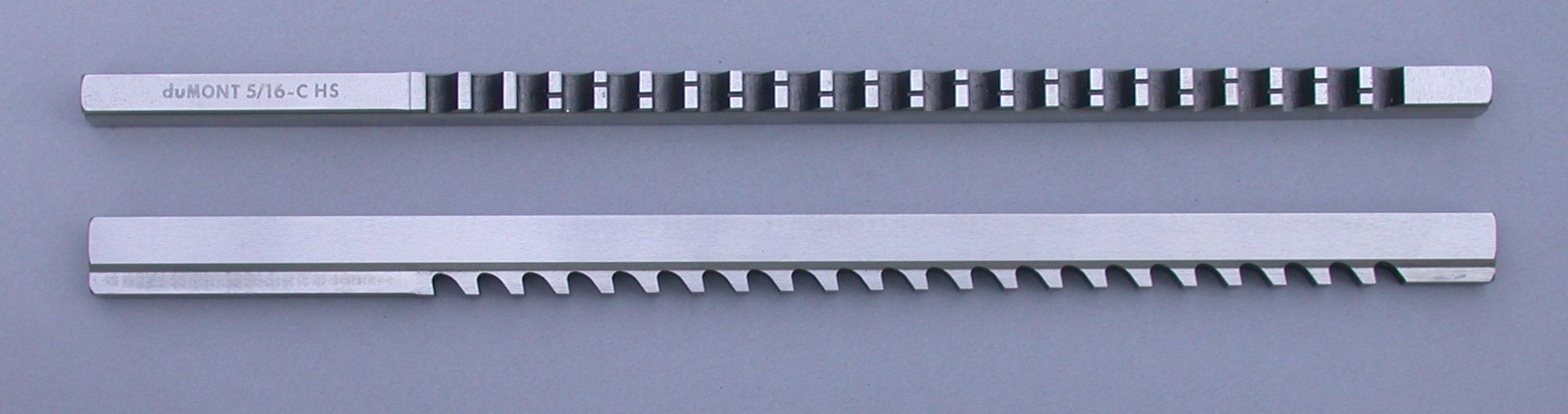
Brotxa per a mecanitzar xaveters

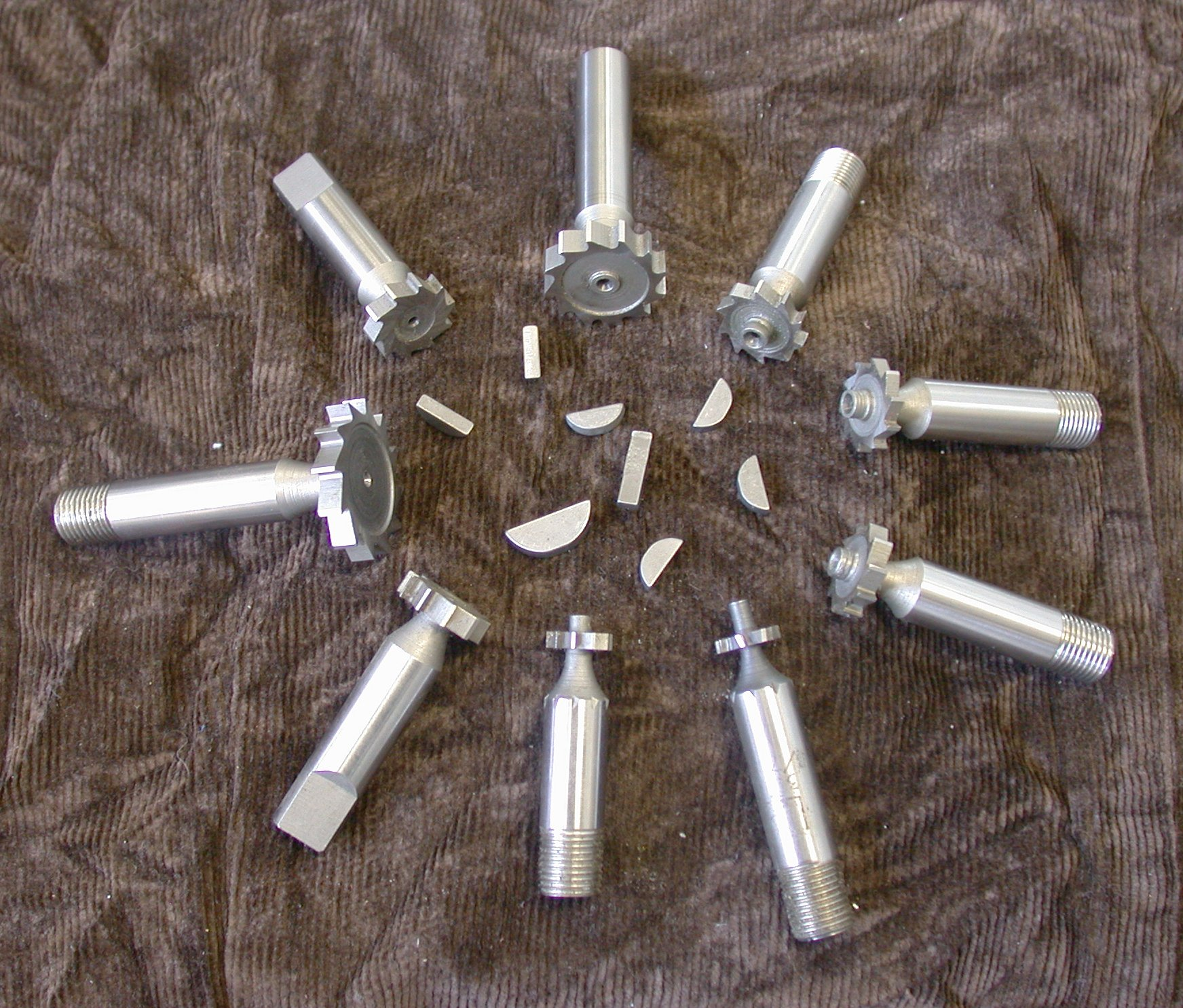
Freses per a ranurat de xaveters

S'anomena xaveta una peça de secció rectangular o quadrada que s'insereix entre dos elements que han de ser solidaris entre si per a evitar que es produeixin esllavissades d'una peça sobre l'altra. El buit que es mecanitza en les peces acoblades per a inserir les xavetes s'anomena xaveter. La xaveta ha d'estar molt ben ajustada i no tenir joc que podria desgastar-la o trencar-la per cisallament.
Exemple de mecanismes que tenen inserida una xaveta, són els eixos dels motors elèctrics i la politja que porten acoblada, els engranatges que no són excèntrics també porten inserida una xaveta que els fixa a l'eix on s'acoblen.
El volant de direcció dels vehicles també porten inserida una xaveta que els uneix a l'arbre de direcció.
Quan es tracta de transmetre esforços molt grans, s'utilitza un sistema que es pot considerar de xavetes múltiples i és que es mecanitza una estriadura en els eixos que s'acoblen a l'estriadura que es mecanitza en els forats.
El xaveter en els forats es realitza amb una màquina brotxadora si es tracta de fabricació de grans sèries, i els xaveters en els eixos es mecanitzen amb fresadora universal amb freses circulars.

## Sentit figurat
L'expressió "perdre la xaveta" és un castellanisme utilitzat figurativament per a indicar "beure’s o haver-se begut el cervell (o: el seny o l'enteniment), perdre el cap (o: el senderi, el seny, el cambuix, l’oremus, el nord, la tramuntana, la búixola els daus)". "perdre la xaveta per qualcú o quelcom" és perdre el cap o el cul per qualcú o quelcom. Com que la xaveta impedeix que la roda surti en un carruatge, perdre-la implica que aquest es desequilibra, aquesta imatge ha donat lloc al significat figurat.